# Atomwaffen Division
A Atomwaffen Division (em alemão "Atomwafen” significa armas nucleares) é uma organização neonazista terrorista fundada em 2015. É considerado o mais radical e mais violento dos grupos da Direita alternativa, também conhecida como alt-right, agindo com elevado grau de extremismo e radicalismo. 
O grupo advoga abertamente pelo uso de violência e terrorismo para alcançar seus objetivos e é creditado pelo assassinato de 5 pessoas, incluindo um jovem judeu e homossexual.
Inicialmente o grupo atuava exclusivamente na América do Norte, porém por volta de 2018, o grupo começou a se expandir e criar células em vários outros países, principalmente na Alemanha, no Reino Unido, no Canadá e nos Países Bálticos.

## História
O movimento foi fundado em 2013, no forúm de discussão neonazista Ironmarch. O grupo começou a ganhar notoriedade a partir de 2016, quando membros da organização colaram cartazes em várias universidades instigando pessoas a se juntarem ao grupo, o que chamou a atenção do FBI e de grupos antidiscriminação.
A organização começou a tomar um rumo violento a partir de 2017, quando vídeos no qual membros do grupo apareciam portando fuzis AR-15, realizando treinamentos de guerrilha e queimando bandeiras dos Estados Unidos e bandeiras LGBT emergiram na internet, principalmente no YouTube. Até março de 2018, o grupo possuía um canal no YouTube, que acabou sendo removido por pressão da organização de sociedade civil Southern Poverty Law Center

### Assassinatos e planejamentos de atentados
O primeiro assassinato ligado ao grupo aconteceu em maio de 2017, quando Devon Arthurs, um membro do grupo que havia se convertido ao Islamismo assassinou dois colegas de quarto, que também eram membros da organização, por estarem zombando do fato dele ter se convertido ao Islamismo. Dias depois, Brandon Russel, um dos sobreviventes do tiroteio, foi preso pelo FBI por estar planejando um atentado químico em nome do grupo. Durante seu depoimento, Brandon Russel afirmou que ele havia sido influenciado por Timothy McVeigh, um ex-soldado que ficou famoso por ter perpetrado o atentado em Oklahoma em 1995.
Em setembro de 2017, um membro não identificado do grupo matou um casal e tentou se matar logo depois por eles não terem aceitado que ele namorasse a filha do casal pelo fato dele ser um neonazista. Segundo o que foi descoberto pelo FBI, ele era um membro ativo da Atomwaffen Division e havia aparecido em vários vídeos de propaganda do grupo na internet.
O caso mais famoso envolvendo a organização aconteceria em janeiro de 2018, quando Blaze Bernstein, um estudante judeu homossexual, foi assassinado por Samuel Woodward, um membro ativo da Atomwaffen. O grupo assumiu a autoria pelo assassinato por meio de um fórum de discussão online, sendo assim o primeiro ataque no qual o grupo assumiu oficialmente a autoria.

## Ideologias e inspirações
Em seu site na internet, o grupo exalta fortemente os ideais de Adolf Hitler e o Nazismo e promove abertamente uma guerra de raças e o extermínio de minorias, como judeus, negros, islâmicos, mestiços, eslavos, ciganos, homossexuais e asiáticos, principalmente indianos.
O grupo se opõe tanto ao capitalismo quanto ao comunismo e o socialismo, advocando por um modelo econômico corporativista, semelhante ao que foi adotado pela Alemanha nazista e pela Itália Fascista.
O grupo cultua fortemente a Charles Manson, famoso serial killer que ganhou fama por ter matado Sharon Tate, a então exposa do diretor Roman Polanski; Anders Breivik, o responsável pelos Atentados de 22 de julho de 2011 na Noruega e Dylann Roof, o responsável pelo ataque a tiros em uma igreja negra em Charleston em 2015.
A Atomwaffen também extrai influências do misticismo nazi e do ocultismo, e seu material de leitura recomendado para aspirantes a iniciados inclui as obras de Savitri Devi e David Myatt, um notório líder neonazista britânico com uma história criminal violenta. Muitos membros envolveram a Atomwaffen com a Ordem dos Nove Ângulos, uma organização secreta satanista neonazista que defende sacrifício humano.
Apesar de o grupo odiar muçulmanos, o grupo demonstra apoio a ditadores árabes, como Saddam Hussein, Bashar al-Assad e Muammar al-Gaddafi e a grupos armados que lutam contra Israel, como o Hezbollah e o Hamas, além do grupo ter comemorado o Massacre de Orlando, realizado por Omar Mateen, um suposto radical islâmico. O grupo também já declarou apoio a Coreia do Norte.

## No Brasil
Em novembro de 2023, a Agência Brasileira de Inteligência (Abin) prendeu sete homens ligados à Atomwaffen em uma operação intitula a “Operação Acelera”. Cerca de 100 policiais civis participaram da ação. Eles são acusados de participação em grupo criminoso e promoção do nazismo. Os homens seriam líderes das células neonazistas no Rio Grande do Sul e no Ceará. A polícia também realizou buscas em 23 endereços no Rio Grande do Sul, Curitiba, São Paulo, Araçoiaba da Serra, Ribeirão Pires e Fortaleza, onde apreenderam aparelhos eletrônicos, armas e objetos relacionados ao nazismo.